# Günther Gieraths
Günther Gieraths (né le 28 septembre 1898 à Jüterbog et mort le 2 août 1967 à Potsdam) est un bibliothécaire et historien militaire allemand.

## Biographie
Gieraths grandit à Gniezno et, lorsque la guerre éclate en 1914, il envisage de devenir officier. En raison d'une blessure grave survenue dans les premiers jours de la guerre, qui entraîne l'amputation d'une jambe en 1916 et qui l'affecte à vie, il ne peut pas réaliser immédiatement son premier objectif de carrière.
Après avoir quitté l'hôpital, il étudie la pharmacie et obtient son permis d'exercer la médecine comme pharmacien en 1924. Parallèlement, il obtient son doctorat à Hasenclever avec sa thèse sur Benjamin Raule (de). Avec l'examen du service supérieur de bibliothèque en 1928, il jette les bases de sa future carrière et de sa passion, la recherche en histoire militaire.
Jusqu'en 1936, il est employé à la bibliothèque universitaire d'Halle (de) et à la bibliothèque d'État prussienne de Berlin. Toujours en 1928, en lien direct avec ces nominations, il se voit confier la direction de la bibliothèque du district militaire de Breslau. De 1936 jusqu'à la fin de la Seconde Guerre mondiale en mai 1945, il succède à Siegfried Klefeker (de) à la direction de la Bibliothèque militaire de Berlin. En tant que militaire, il accède au grade de colonel à ce poste (depuis le 1er novembre 1943).
Pendant cette période, se sentant attaché à l'éthos de l'armée prussienne, il aurait défendu ses semblables qui semblaient menacés ou mis en danger par les nationaux-socialistes, sans épargner sa propre personne ni sa position. D’un autre côté, il n’est pas seulement un participant au régime, mais aussi un auteur de ses actes. Il est tenu responsable du pillage de la bibliothèque de l'Académie militaire de Prague.
Après la guerre, il n'occupe plus aucun emploi public, mais gagne à nouveau sa vie comme pharmacien, mais se consacre principalement à ses recherches d'histoire militaire. Vingt années de travaux de recherche aboutissent finalement à son ouvrage majeur, largement acclamé et cité, Die Kampfhandlungen der Brandenburgisch-Preußischen Armee.
Gieraths est un ami proche de Hans Herzfeld et membre de la Commission historique de Berlin.

## Travaux
- Benjamin Raule, sein Leben und insbesondere seine volkswirtschaftlichen Ansichten. Université de Halle 1924 (Dissertation)
- Die Apotheke „zum blauen Hirsch“ in Halle an der Saale. Dans: Thüringisch-sächsische Zeitschrift für Geschichte und Kunst. Volume 16, Heft 1, Halle 1927, p. 95–102
- Zur Geschichte der Apotheke in Zahna. In: Thüringisch-sächsische Zeitschrift für Geschichte und Kunst. Volume 17, Heft 1, Halle 1928, p. 59–66
- Geschichte des Res.-Infanterie-Regiments Nr. 210 und seiner Grenzschutz-Formationen (1914–1920). Stalling, Oldenbourg 1928
- Vorwort zu Gerhard Siegerts Bis zum bitteren Ende. Vier Jahre Stellungskrieg. Koehler, Leipzig 1930
- Fridericianische Militärbibliotheken. In: Mitteilungen der Deutschen Heeresbücherei. Band 11, 1930, p. 37–40, 69–72; Volume 12, 1931, p. 1–4
- Breslau als Garnison und Festung 1241–1941. Schulz, Hambourg 1961
- Die Kampfhandlungen der Brandenburgisch-Preußischen Armee 1626–1807. Ein Quellenhandbuch. Walter de Gruyter, Berlin 1964 (Digitalisat auf Google Books)